# John Gibbon (General)
Sir John Houghton Gibbon, GCB, OBE (* 21. September 1917; † 7. Mai 1997) war ein britischer Offizier und zuletzt General der British Army, der unter anderem von 1972 bis 1974 Vize-Chef des Verteidigungsstabes (Vice-Chief of the Defence Staff) sowie zwischen 1974 und 1977 als Master-General of the Ordnance Generalmeister der technischen Truppen war.

## Leben
John Houghton Gibbon war der ältere Sohn des gleichnamigen Brigadegenerals John Houghton Gibbon (1878–1960), DSO, und dessen Ehefrau Jessie Willoughby. Er trat 1939 als Leutnant (Second Lieutenant) in die Royal Artillery ein und nahm im 2. Regiment der Royal Horse Artillery an zahlreichen Kampfhandlungen auf verschiedenen Kriegsschauplätzen im Zweiten Weltkrieg teil. Für seine militärischen Verdienste wurde 1944 zunächst Mitglied (Member) und danach 1945 Officer des Order of the British Empire (OBE). In der Nachkriegszeit folgten zahlreiche Verwendungen als Offizier und Stabsoffizier.
Nach seiner Beförderung zum Brigadegeneral (Brigadier) war Gibbon zwischen März und Oktober 1962 erst Kommandeur der 3. Brigade (Commanding, 3rd Brigade) sowie im Anschluss von Dezember 1962 bis Januar 1964 im Kriegsministerium (War Office) als Director of Army Plans Direktor für die Heeresplanung. Im 1964 gegründeten Verteidigungsministerium des Vereinigten Königreichs war Brigadegeneral Gibbon zwischen 1966 und November 1968 sowohl Sekretär des Ausschusses der Stabschefs (Secretary, Chiefs of Staff Committee) als auch in Personalunion Direktor für operative Verteidigungsplanung (Director of Defence Operational Plans). Nach seiner Beförderung zum Generalmajor (Major-General) blieb er im Verteidigungsministerium und war dort zwischen März 1969 und Dezember 1971 Direktor für Stabsdienste (Director of Staff Duties). Für seine Verdienste in dieser Zeit wurde er 1970 Companion des Order of the Bath (CB).
Im Februar 1974 wurde John Gibbon Generalleutnant (Lieutenant-General) und übernahm daraufhin von Air Marshal Sir John Barraclough den Posten als Vize-Chef des Verteidigungsstabes (Vice-Chief of the Defence Staff). Diesen hatte er bis Januar 1974 inne und wurde anschließend von Air Marshal Sir Peter Le Cheminant abgelöst. 1972 wurde er ebenfalls zum Knight Commander des Order of the Bath (KCB) geschlagen, so dass er fortan den Namenszusatz „Sir“ führte. Nach seiner Beförderung zum General wurde er zuletzt im März 1974 Nachfolger von General Sir Noel Thomas als Generalmeister der technischen Truppen (Master-General of the Ordnance) und bekleidete diesen Posten bis zu seinem Eintritt in den Ruhestand im Mai 1977, woraufhin General Sir Hugh Beach seine Nachfolge antrat. Während dieser Zeit war er zwischen 1976 und 1977 auch Generaladjutant (Aide-de-camp General) von Königin Elisabeth II. und wurde schließlich für seine Verdienste 1977 zum Knight Grand Cross des Order of the Bath (GCB) erhoben.